# Xylopia batesii
Xylopia batesii este o specie de plante angiosperme din genul Xylopia, familia Annonaceae, descrisă de Adolf Engler și Friedrich Ludwig Diels. Conform Catalogue of Life specia Xylopia batesii nu are subspecii cunoscute.